# Emma Zimmer
Emma Anne Zimmer (14 de agosto de 1888 - 20 de septiembre de 1948) fue una jefa de prisioneros en el campo de concentración de Ravensbrück entre 1939 y 1941. Fue la primera mujer a cargo de las prisioneras en Ravensbrück. Tomaba un rol activo en la selección de prisioneros para las cámaras de gas y en Bernberg, un centro de eutanasia cerca de Berlín. Fue conocida por su sadismo y brutalidad hacia los prisioneros. Fue condenada a muerte por crímenes de guerra y colgada el 20 de septiembre de 1948.